# EC 1.9.99
La EC 1.9.99 è una sotto-sottoclasse della classificazione EC relativa agli enzimi. Si tratta di una sottoclasse delle ossidoreduttasi che include enzimi che utilizzano un gruppo eme come donatore di elettroni ed altri accettori.

## Enzimi appartenenti alla sotto-sottoclasse
| numero EC   | nome accettato              |
| ----------- | --------------------------- |
| EC 1.9.99.1 | ferro-citocromo-c reduttasi |